# 秋田美人
秋田美人（日语：／）是指出身于日本秋田县的美女。与“京美人”（京都美人）、“博多美人”（福冈美人）并列，被誉为“日本三大美人”之一。据说在雄物川上游的内陆地区，聚居着一群典型的肤色白皙的美女；其中包含大曲、角馆在内的仙北郡一带，尤其以美女众多而闻名。有研究指出，这一说法起源于明治时期以来的花柳界（艺伎文化圈）。